# Hasui Kawase
Hasui Kawase (川瀬 巴水, Kawase Hasui), né Bunjirō Kawase (川瀬 文治郎, Kawase Bunjirō) le 18 mai 1883 et mort le 7 novembre 1957, est un peintre et illustrateur japonais travaillant dans la technique de l'estampe, célèbre surtout pour ses paysages. C'est un des artistes les plus prolifiques et talentueux du mouvement « Shin-Hanga » ou renouveau pictural. Ce mouvement est né sous l'égide de l'imprimeur Watanabe Shozaburo à Tokyo dans les années 1920 qui a édité près de 600 œuvres de Hasui. Une partie a été détruite dans le tremblement de terre de Tokyo en 1923.

## Biographie

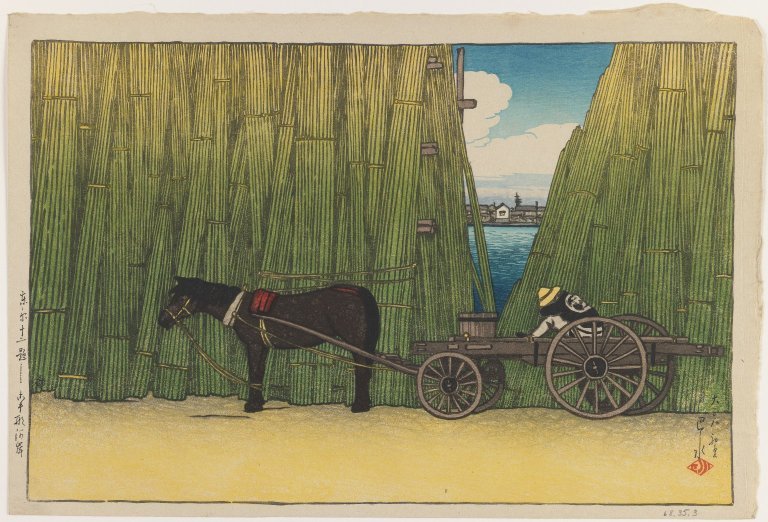
Embarquement à Komagata, issu de la série Douze scènes de Tokyo, 1919.

Hasui Kawase, de son vrai nom Bunjirō Kawase, naît en 1883 dans le quartier Shiba de Tokyo, dans une famille de marchands. Son père tient un commerce de soieries, et sa mère est la sœur de l'écrivain Kanagaki Robun, célèbre pour ses pièces de théâtre kabuki. Cette proximité avec le monde du théâtre influence Hasui, qui produira des portraits d'artistes et des décors de scène dans les années 1920,. De santé fragile, il passe une grande partie de son enfance à Shiobara, au nord de Tokyo, chez une tante,. Son intérêt pour le paysage naît durant ces séjours, et il commence à s'intéresser au dessin et à la peinture pendant une maladie. Ses parents le découragent d'abord de poursuivre une carrière artistique, espérant le voir reprendre l'entreprise familiale, mais il prend des cours de dessin auprès d'Aoyagi Bokusen et Araki Kanyu,.

De 1897 à 1899, il étudie avec le professeur Kawabata Gyokushô, avant de reprendre le commerce familial. Ce n'est qu'en 1908, lorsque l'entreprise est reprise par un membre de sa famille, qu'il recommence à étudier. Il étudie d'abord l'art occidental, principalement le paysage, avec Okada Saburôsuke,. Il expose pour la première fois à 19 ans. Puis à partir de 1910 il suit l'enseignement de Kaburagi Kiyokata après avoir échoué à entrer dans son atelier une première fois. Kiyokata lui donne alors son nom d'artiste, Hasui Kawase, qui signifie "eau jaillisant d'une source",. Ses œuvres sont signées « Hasui » ou « sui ». Dans l'atelier de Kiyokata, Hasui se lie d'amitié avec Itô Shinsui, dont les Huit vues d'Omi l'inspirent et l'orientent vers la gravure sur bois. L'artiste ayant eu la plus grande influence sur lui est Imamura Shiko,.

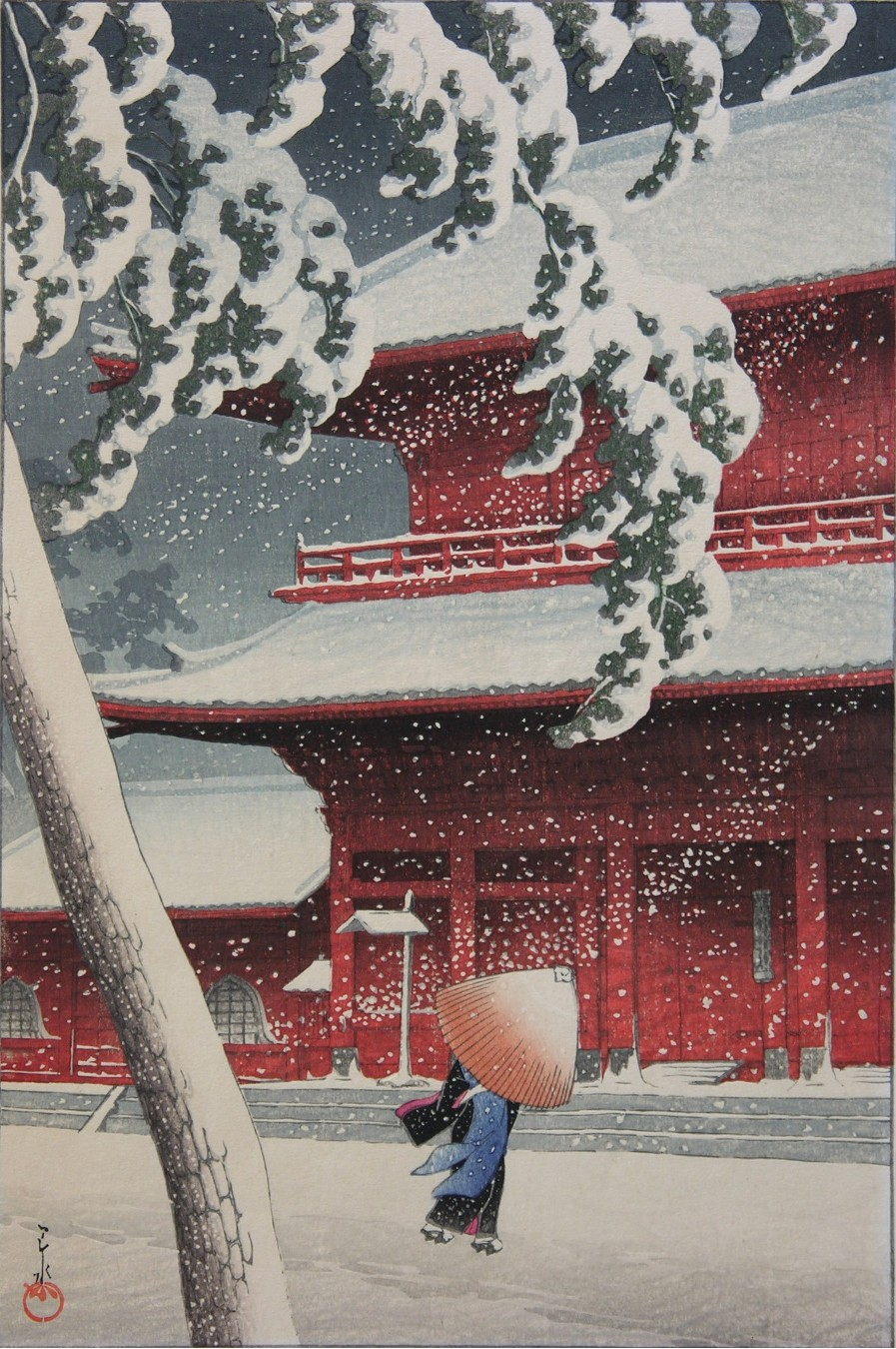
Le temple Zojoji sous la neige, dit aussi Le temple Zojoji à Shiba, issu de la série Vingt vues de Tokyo, 1925.

Hasui vit d'abord de ses illustrations pour des magazines et des motifs destinés à l'industrie textile. En 1918 commence une longue collaboration entre Hasui et l'imprimeur Watanabe Shôzaburô, rencontré par l'intermédiaire de Kiyokata. À partir de ce moment, Hasui se consacre à dessiner des paysages, qui sont ensuite imprimés par Watanabe. Il travaille occasionnellement pour d'autres imprimeurs. Watanabe est alors le plus important imprimeur d'estampes shin-hanga, et la carrière d'Hasui décolle.
De nombreuses œuvres d'Hasui sont perdues lors du tremblement de terre de Kantô de 1923, qui détruit la maison d'Hasui et le studio de Watanabe. Hasui reprend ses créations malgré tout, et dès 1924, Watanabe lui ayant offert un voyage, il publie une nouvelle série de paysages,. Leur collaboration dure jusqu'à la mort d'Hasui, le 7 novembre 1957, d'un cancer,.
Dans les années 1930, il est un artiste reconnu. Le musée d'art de Toledo lui consacre deux expositions, en 1930 et 1936. Il s'installe à Shiobara pendant la guerre, et sa maison à Tokyo est détruite lors d'un raid aérien,. Après la guerre, ses œuvres sont utilisées par le gouvernement japonais pour promouvoir le tourisme et donner une meilleure image du pays. À la fin de sa carrière, le travail d'Hasui est reconnu par le gouvernement japonais pour son apport à l'art de l'estampe, et sa gravure Le temple Zojoji sous la neige est considérée comme Trésor national, la plus haute distinction pour une œuvre au Japon,. Son œuvre, constitué de plus de 600 paysages représentant la plupart des régions de l'archipel, fait de lui un des paysagistes les plus reconnus en histoire de l'art avec Hiroshige. Il reste cependant peu connu du grand public, notamment au Japon.

## Style
Hasui est considéré comme l'un des maîtres du mouvement shin-hanga,. Lors de ses nombreux voyages à travers le Japon, il réalise des croquis de paysages, qu'il réutilise ensuite pour des compositions plus larges destinées à l'impression. Ses paysages comportent rarement des personnages, parfois une figure isolée. Ses compositions calmes évoquent souvent la grandeur du paysage et la solitude, avec une prédilection pour les scènes enneigées ou de nuit. Il est l'un des derniers paysagistes traditionnels japonais.

## Expositions
- Kawase Hasui: The End of the line for Ukiyo-e, Tokyo, 1982.
- Kawase Hasui: Landscapes of Modern Japan, Pittsburgh, Carnegie Museum of Art, 2004-2005.
- Woodblock Prints by Kawase Hasui, Minneapolis Institute of the Arts, 2009.
- Kawase Hasui: Travel and nostalgic landscape, Sompo Museum of Art, Tokyo, 2021, et Musée d'art de la ville de Kagoshima, 2022.